# 皮尼翁 (亞利桑那州)
皮尼翁（英語：Pinon）是位於美國亞利桑那州納瓦霍縣的一個人口普查指定地區。根據2010年美國人口普查，該地人口為904人，而該地的面積約為16.82平方千米。

## 地理
皮尼翁的座標為36°06′03″N 110°13′10″W / 36.10083°N 110.21944°W，而該地最高點為海拔高度1935米（即6350英尺）。